# Grönvalltjärnen
Grönvalltjärnen är en sjö i Åre kommun i Jämtland och ingår i Indalsälvens huvudavrinningsområde. Grönvalltjärnen ligger i Vålådalen Natura 2000-område.